# 8347 Lallaward
8347 Lallaward este un asteroid din centura principală de asteroizi.

## Descriere
8347 Lallaward este un asteroid din centura principală de asteroizi. A fost descoperit pe 21 aprilie 1987 la Observatorul Palomar de Carolyn S. Shoemaker și Eugene M. Shoemaker. Asteroidul prezintă o orbită caracterizată de o semiaxă mare de 2,56 ua, o excentricitate de 0,08 și o înclinație de 1,1° în raport cu ecliptica.